# Drogas antirreumáticas modificadoras de doença
As drogas antirreumáticas modificadoras de doença (DMARDs) são uma categoria de fármacos, farmacologicamente não relacionados, que tem a característica comum de induzir a remissão ou controle da artrite reumatoide e outras doenças imunomediadas.

## Fármacos
Os principais DMARDs são:
- Hidroxicloroquina
- Sulfassalazina
- Leflunomida
- Metotrexato
- Sais de ouro
- Penicilamina
- Actarite